# Al Neri
Al Neri – postać fikcyjna z powieści Mario Puzo Ojciec chrzestny i cyklu filmów pod tym samym tytułem. W filmie gra go Richard Bright.
Jak większość bohaterów cyklu, jest włoskim imigrantem w Ameryce. Pracuje jako policjant, lecz jest zbyt agresywny i po pobiciu stręczyciela i handlarza narkotyków zostaje oskarżony o morderstwo. Z pomocą przychodzi mu Don Michael, zatrudniając go jako swojego ochroniarza. Mówi się, iż jest on następcą legendarnego Luki Brasiego. Z polecenia mafii, udając policjanta, którym już wówczas nie był, morduje Moe Greena oraz Don Barziniego. 
W filmie Ojciec chrzestny II, z polecenia Don Michaela Corleone, morduje jego brata Freda Corleone, podczas wspólnego wędkowania z łodzi (zaraz po tym, jak Fredo kończy modlitwę Zdrowaś Mario).
W trzecim filmie z trylogii, jako caporegime jest najważniejszą, obok samego Dona, osobą w rodzinie. Zgadza się, pod naciskiem Connie Corleone, dać ludzi Vincentowi, którzy zamordują Joeya Zasę. Spotyka go za to gniew Don Michaela.
 Na polecenie Vincenta Corleone jedzie do Rzymu, by zamordować arcybiskupa Gildaya.